# مرثر تیدویل
مرثر تیدویل (انگلیسی: Merthyr Tydfil؛ ‎/ˈmɜːrθər ˈtɪdvɪl/‎؛ ویلزی: Merthyr Tudful [ˈmɛrθɨr ˈtɨdvɨ̞l]) یک شهرک بزرگ و منطقهٔ مسکونی در ولز است که در ۳۷ کیلومتری شمال کاردیف واقع شده‌است. مرثر تیدویل ۶۳٬۵۴۶ نفر جمعیت دارد.
مرثر تیدویل زمانی بزرگترین شهر ولز بود: ولی اینک چهارمین شهر پرجمعیت ولز محسوب می شود.